# Les Anonymes
Pour le téléfilm, voir Les Anonymes - Ùn' pienghjite micca ; pour la série télévisée australienne, voir Les Anonymes.
Les Anonymes  (titre original en anglais A Simple Act of Violence) est un roman policier de l'écrivain britannique Roger Jon Ellory publié en 2008.

## Résumé
Lors d'une enquête consacrée à un tueur en série, l'inspecteur Miller découvre qu'une des victimes menait une double vie. Il découvre que le gouvernement américain est étroitement lié à cette affaire.

## Éditions en français
Éditions imprimées
- R. J. Ellory (trad. de l'anglais par Clément Baude), Les Anonymes [« A Simple Act of Violence »], Paris, Sonatine Éditions, 7 octobre 2010, 688 p. (ISBN 978-2-35584-030-2, BNF 42238483)
- R. J. Ellory (trad. de l'anglais par Clément Baude), Les Anonymes [« A Simple Act of Violence »], Paris, Librairie générale française, coll. « Le Livre de poche Thriller » (no 32542), 29 février 2012, 730 p. (ISBN 978-2-35584-030-2, BNF 42692326)

Livre audio
- R. J. Ellory (trad. Clément Baude), Les Anonymes : texte intégral [« A Simple Act of Violence »], Paris, Audiolib, 19 janvier 2011 (ISBN 978-2-35641-270-6, BNF 42348376, présentation en ligne)Narrateur : Charles Borg ; support : 2 disques compacts audio MP3 ; durée : 20 h 55 min environ ; référence éditeur : Audiolib 25 0306 8.